# Ernst Marischka
Pour les articles homonymes, voir Marischka.
Ernst Marischka est un scénariste, réalisateur et producteur autrichien né le 2 janvier 1893 à Vienne (Autriche-Hongrie), mort le 12 mai 1963 à Coire (Suisse).
En 1946, il fut nommé pour l'Oscar du meilleur scénario original pour La Chanson du souvenir (1945).
Il est surtout connu pour ses films avec l'actrice Romy Schneider, parmi lesquels les célèbres Sissi : Sissi (1955), Sissi impératrice (1956), Sissi face à son destin (1957).
Il est le frère de Hubert Marischka.

## Chanson
Il est l'auteur des paroles de l'adaptation de "Liebesleid"(Alt-Wiener Tanzweisen), de Fritz Kreisler, chanté par les Comedian Harmonists : « Die Liebe kommt, die Liebe geht... »

## Filmographie

### Comme scénariste
- 1913 : Der Millionenonkel
- 1913 : Cocl als Hausherr
- 1915 : Zwei Freunde
- 1915 : Der Schusterprinz
- 1918 : Um ein Weib
- 1932 : Voyage de noces
- 1932 : Der Diamant des Zaren
- 1932 : Paris-Méditerranée
- 1932 : Deux dans une voiture
- 1932 : Hochzeitsreise zu dritt
- 1933 : Ein Lied für dich
- 1933 : Tout pour l'amour
- 1933 : La Marche de Rakoczi (Rákóczi induló)
- 1934 : La Chanson de l'adieu
- 1934 : Mon cœur t'appelle
- 1934 : Frühjahrsparade
- 1934 : Abschiedswalzer
- 1935 : Stradivarius
- 1935 : Winternachtstraum
- 1935 : Eva
- 1935 : Ich liebe alle Frauen
- 1935 : Vergiss mein nicht
- 1935 : J'aime toutes les femmes
- 1936 : Sa Majesté se marie (Mädchenjahre einer Königin)
- 1936 : Konfetti
- 1937 : Zauber der Boheme
- 1938 : Sourires de Vienne (Die Unruhigen Mädchen)
- 1938 : Dir gehört mein Herz
- 1938 : Immer wenn ich glücklich bin..!
- 1939 : Opernball (de)
- 1939 : Das Abenteuer geht weiter
- 1939 : Marionette de Carmine Gallone
- 1939 : Le Songe de Madame Butterfly (Il Sogno di Butterfly)
- 1940 : Sept Ans de poisse (Sieben Jahre Pech)
- 1940 : Le Marchand d'oiseaux (Rosen in Tirol)
- 1940 : Wiener G'schichten
- 1940 : Melodie eterne
- 1941 : Dreimal Hochzeit
- 1941 : Madame la Lune (Frau Luna)
- 1942 : Sept Ans de bonheur (Sieben Jahre Glück)
- 1942 : Wiener Blut
- 1942 : Dove andiamo, signora?
- 1943 : Sette anni di felicità
- 1943 : Abenteuer im Grandhotel
- 1944 : In flagranti
- 1944 : Schrammeln
- 1945 : La Chanson du souvenir (A Song to remember)
- 1946 : La Chauve-souris (Die Fledermaus)
- 1946 : Sag' die Wahrheit
- 1947 : Addio Mimí!
- 1950 : Hochzeitsnacht im Paradies (film, 1950)
- 1951 : Amore e sangue
- 1951 : Schatten über Neapel
- 1951 : Vienne d'autrefois (de) (Verklungenes Wien)
- 1951 : À deux dans une auto (de) (Zwei in einem Auto)
- 1952 : Saison à Salzbourg (de) (Saison in Salzburg)
- 1952 : L'Histoire passionnante d'une star (Hannerl)
- 1953 : Der Feldherrnhügel (de)
- 1953 : Mon cœur t'appartient (de) (Du bist die Welt für mich)
- 1954 : Le Roi du cirque (de) (König der Manege)
- 1954 : Les Jeunes Années d'une reine (Mädchenjahre einer Königin)
- 1955 : Mam'zelle Cri-Cri (Die Deutschmeister)
- 1955 : Sissi
- 1956 : Bal à l'Opéra
- 1956 : Sissi impératrice (Sissi - Die junge Kaiserin)
- 1957 : Sept Années de poisse (de) (Scherben bringen Glück)
- 1957 : Sissi face à son destin (Sissi - Schicksalsjahre einer Kaiserin)
- 1958 : La Maison des trois jeunes filles (Das Dreimäderlhaus)
- 1958 : Le ciel n'est pas à vendre (Der veruntreute Himmel)
- 1959 : Vieil Heidelberg (Alt Heidelberg)
- 1961 : Saison in Salzburg
- 1962 : Hochzeitsnacht im Paradies

### Comme réalisateur
- 1915 : Der Schusterprinz
- 1918 : Um ein Weib
- 1940 : Sept Ans de poisse (de) (Sieben Jahre Pech)
- 1942 : Sept Ans de bonheur (de) (Sieben Jahre Glück)
- 1942 : Dove andiamo, signora?
- 1943 : Sette anni di felicità
- 1943 : Ein Walzer mit dir
- 1943 : Aventure au Grand Hôtel (Abenteuer im Grandhotel)
- 1944 : Der Meisterdetektiv
- 1949 : La Passion selon Saint Matthieu (Passione secondo S. Matteo)
- 1951 : Vienne d'autrefois (de) (Verklungenes Wien)
- 1951 : À deux dans une auto (de) (Zwei in einem Auto)
- 1952 : Saison à Salzbourg (de) (Saison in Salzburg)
- 1952 : L'Histoire passionnante d'une star (Hannerl)
- 1953 : Bravo, je suis papa ! (de) (Hurra - ein Junge!)
- 1953 : Der Feldherrnhügel (de)
- 1953 : Mon cœur t'appartient (de) (Du bist die Welt für mich)
- 1954 : Le Roi du cirque (de) (König der Manege)
- 1954 : Les Jeunes Années d'une reine (Mädchenjahre einer Königin)
- 1955 : Mam'zelle Cri-Cri (Die Deutschmeister)
- 1955 : Sissi
- 1956 : Bal à l'Opéra (Opernball)
- 1956 : Sissi impératrice (Sissi - Die junge Kaiserin)
- 1957 : Sept Années de poisse (de) (Scherben bringen Glück)
- 1957 : Sissi face à son destin (Sissi - Schicksalsjahre einer Kaiserin)
- 1958 : La Maison des trois jeunes filles (Das Dreimäderlhaus)
- 1958 : Le ciel n'est pas à vendre (Der veruntreute Himmel)
- 1959 : Vieil Heidelberg (Alt Heidelberg)

### Comme producteur
- 1955 : Sissi
- 1956 : Sissi impératrice (Sissi - Die junge Kaiserin)
- 1957 : Sissi face à son destin (Sissi - Schicksalsjahre einer Kaiserin)

## Récompenses et distinctions
Nominations
- 1946 : Nomination à l'Oscar du meilleur scénario original pour La Chanson du souvenir